# Ottaviano Preconio (vescovo di Cefalù)
Ottaviano Preconio (Castroreale, ... – Milazzo, 11 aprile 1587) è stato un vescovo cattolico italiano.

## Biografia
Nacque a Castroreale, nell'arcidiocesi di Messina, ed era nipote dell'omonimo arcivescovo di Palermo. Entrò nell'Ordine dei frati minori.
Presentato da re Filippo II, nella sua qualità di re di Sicilia, l'11 agosto 1578 fu nominato vescovo di Cefalù da papa Gregorio XIII.
Nel 1584 indisse il primo sinodo diocesano.
Morì a Milazzo l'11 aprile 1587 di ritorno da un viaggio a Roma. È sepolto nella cattedrale di Cefalù.